# Lieksa
Lieksa [ˈliɛksɑ] ist eine Stadt im Osten Finnlands mit 10.372 Einwohnern (Stand 31. Dezember 2022). Sie liegt an der Grenze zu Russland in der Landschaft Nordkarelien am Ostufer des Pielinen. Rund zwei Drittel der Bevölkerung Lieksas wohnen im Kirchdorf Lieksa an der Mündung des Flusses Lieksanjoki in den Pielinen.
Lieksa ist bekannt für seine Natur. Zum weitläufigen Stadtgebiet von Lieksa gehört der 347 Meter hohe Koli-Berg, der wegen des spektakulären Ausblicks über den Pielinen als finnische „Nationallandschaft“ gilt. Die Wälder im Osten von Lieksa sind durch Wanderwege erschlossen. Rund 25 km nordöstlich des Stadtzentrums und in unmittelbarer Nähe des Forts Ringsa liegen die Stromschnellen von Ruunaa, die sich für Rafting eignen. Der 105 km² große Nationalpark Patvinsuo befindet sich in der Sumpf- und Urwaldlandschaft im Südosten von Lieksa.
Sehenswürdigkeiten im Kirchdorf von Lieksa sind das Freilichtmuseum Pielisen museo und die moderne Kirche. Das Freilichtmuseum umfasst 70 historische Holzhäuser mit authentischer Einrichtung und ein Ausstellungsgebäude, in dem die Ortsgeschichte vorgestellt wird. Die moderne Kirche von Lieksa wurde 1982 erbaut. Der Vorgängerbau von Carl Ludwig Engel war 1979 abgebrannt. Im Sommer findet in Lieksa das Blasmusik-Festival Lieksan vaskiviikot statt.
1653 gründete der schwedische Generalgouverneur Per Brahe der Jüngere an der Stelle von Lieksa eine Stadt mit dem Namen Brahea. Brahea wurde aber noch im selben Jahrhundert aufgegeben. In den 1870er Jahren entwickelte sich Lieksa durch die Holzflößerei auf dem Lieksanjoki wieder zum Hauptort der näheren Umgebung. 1936 wurde Lieksa zum Marktflecken, 1973 entstand die Stadt Lieksa durch den Zusammenschluss des Marktfleckens Lieksa und der Gemeinde Pielisjärvi. In den 1960er Jahren hatte Lieksa 26.000 Einwohner, seitdem sinkt die Einwohnerzahl stetig.
Von den 11.297 Einwohnern Ende 2017 wohnten 7162 im Stadtgebiet von Lieksa, weitere 691 in Pielisjärvi, 3329 verteilten sich auf dünn besiedelte Gebiete, die Koordinaten von 115 waren unbekannt. Die Dörfer der Umgebung sind Egyptinkorpi, Hattusaari, Hattuvaara, Höntönvaara, Hörhö, Jaakonvaara, Jamali, Jongunjoki, Kelvä, Kitsinvaara, Koli, Kontiovaara, Kuorajärvi, Kylänlahti, Lamminkylä, Lapalie, Louhivaara, Mätäsvaara, Märäjälahti, Nurmijärvi, Ohtavaara, Pankakoski, Pankajärvi, Puso, Romppala, Ruunaa, Saarivaara, Keträvaara, Savijärvi, Siikavaara, Sikovaara, Sokojärvi, Sokovaara, Surpeenvaara, Uusikylä, Varpanen, Vieki, Viensuu, Vuonisjärvi und Vuonislahti. Dieses Gebiet ist weiträumig, das im äußersten Südosten gelegene Hattuvaara ist 95 Kilometer vom Stadtzentrum entfernt.
Die Strecke von Joensuu über Lieksa bis Nurmes wird mit Personenzügen als Linie 14A befahren, parallel führt seit den 1970er Jahren die Straße .

## Söhne und Töchter
- Ilmari Juutilainen (1914–1999), Jagdflieger
- Leo Sario (1916–2009), Mathematiker
- Petter Kukkonen (* 1981), Nordischer Kombinierer und Schriftsteller
- Jaakko Tallus (* 1981), Nordischer Kombinierer
- Akseli Lajunen (* 1982), Nordischer Kombinierer und Skispringer
- Eppu Väänänen (* 1988), Biathlet
- Jutta Heikkinen (* 1994), Siebenkämpferin